# Tobias Wilner

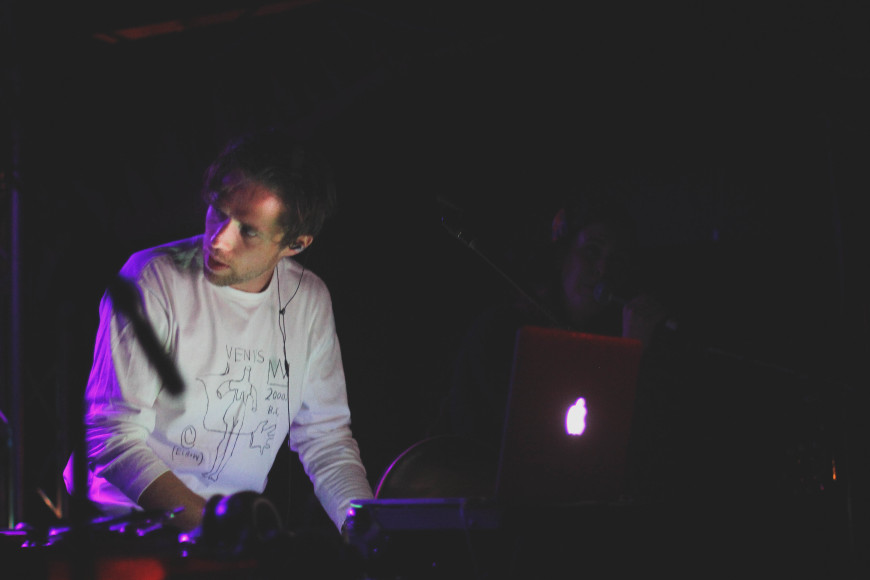
Tobias Wilner bei einem Auftritt in New York, 5. Februar 2016

Tobias Wilner (* 9. Oktober 1976) ist ein dänischer Musiker, Musikproduzent, Fotograf und Filmregisseur.

## Karriere
Am bekanntesten ist er als Bandleader und Leadsänger der Band Blue Foundation und als Komponist der Filmmusik für die dänische Wirtschaftskrimi-Serie Follow The Money. Er ist außerdem Mitglied und Produzent der Bands Ghost Society, Bichi und New York United. Seine Musik wird den Genres Dream Pop, Electronica, Shoegazing, Minimal Music und Experimentalmusik zugerechnet.
Darüber hinaus hat er mit Mark Kozelek, Erika Spring (Au Revoir Simone), Jonas Bjerre, Daniel Carter, Federico Ughi, DJ Krush, Mew, Sara Savery, Sonya Kitchell, Findlay Brown, Apparatjik und anderen zusammengearbeitet.
Wilners Musik wurde in Filmen wie Twilight, Miami Vice und Fernsehserien wie CSI: Miami und The Vampire Diaries verwendet.
Er führte Regie bei Musikvideos für seine eigene Band Blue Foundation sowie für Ravages, Drop The Gun, Sara Savery.

## Diskographie

### Alben
- 2000: Wise Guy – Blue Foundation, April Records
- 2001: Blue Foundation – Blue Foundation, April Records
- 2004: Sweep of Days – Blue Foundation, EMI
- 2006: Solid Origami – Blue Foundation, Popgroup
- 2006: Dead People’s Choice – Blue Foundation, EMI
- 2007: Life of a Ghost – Blue Foundation, Astralwerks
- 2009: Notwithstanding – Bichi, Hobby Industries
- 2010: Tankograd Original Soundtrack – Tobias Wilner, Dead People’s Choice Records
- 2012: In My Mind I Am Free – Blue Foundation, Dead People’s Choice Records
- 2013: In My Mind I Am Free Reconstructed – Blue Foundation, Dead People’s Choice Records
- 2016: Bedrag Original Soundtrack – Tobias Wilner, Dead People’s Choice Records
- 2016: Slow Light – Findlay Brown, Nettwerk
- 2016: Blood Moon – Blue Foundation, Dead People’s Choice Records
- 2018: New York United – New York United, 577 Records
- 2019: Human Shelter Original Score – Tobias Wilner, KØИ Records
- 2019: Silent Dream – Blue Foundation, KØИ Records

### EPs
- 2008: Erobreren – Bichi, Cactus Island Records
- 2010: Dogs and Desperation – Ghost Society, Minty Fresh
- 2015: Live in Zhangbei – Blue Foundation, Dead People’s Choice Records
- 2016: Eyes on Fire Re-worked – Blue Foundation, Dead People’s Choice Records
- 2016: It Begins – Blue Foundation, Dead People’s Choice Records

- 1997: A Triumph For Man – Mew, Evil Office
- 2003: Frengers – Mew, Epic Records
- 2004: Jaku – DJ Krush, Sony Music
- 2013: Lost – Trentemøller, In My Room

### Soundtracks
- 2005: The O.C. (TV Series)
- 2005: Drabet
- 2006: Miami Vice
- 2007: Anna Pihl (TV Series)
- 2008: CSI:Miami
- 2008: Twilight
- 2009: Normal
- 2009: Nobody
- 2009: So You Think You Can Dance(TV Series)
- 2010: Waking Madison
- 2012: The Vampire Diaries(TV Series)
- 2015: Light The Wick
- 2016: LA Boys
- 2017: Peelers
- 2018: Deception(TV Series)

- 2001: Stacy Ann Chin
- 2003: Urge
- 2005: My Beirut
- 2008: Diplomacy – the responsibility to protect
- 2009: All Boys
- 2010: Tankograd
- 2013: The War Campaign
- 2016: Follow the Money
- 2018: Human Shelter
- 2019: Photographer Of War